# هکتور کوپر
هکتور کوپر (انگلیسی: Héctor Cúper؛ زادهٔ ۱۶ نوامبر ۱۹۵۵) بازیکن سابق و مربی کنونی فوتبال اهل آرژانتین است.
او در دوران بازیگری در پست مدافع میانی بازی کرده‌است. کوپر دوران بازیگری خود را در تیم‌های باشگاهی آرژانتینی سپری کرد.
وی همچنین در سال ۱۹۸۴ میلادی به عنوان بازیکن سه بار برای تیم ملی فوتبال آرژانتین به میدان رفته‌است.
او در تیم‌های اتلتیکو هوراکان، لانوس، رئال مایورکا، والنسیا، اینتر میلان، رئال بتیس، پارما، تیم ملی گرجستان، آریس سالونیک، ریسینگ سانتاندر، اردواسپور، الوصل امارات، تیم ملی مصر و تیم ملی ازبکستان مربی‌گری کرده‌است.
کوپر به عنوان سرمربی، تیم والنسیا را در ۲ دورهٔ متوالی (فصل ۲۰۰۰–۱۹۹۹ و فصل ۲۰۰۱–۲۰۰۰) به فینال مسابقات لیگ قهرمانان اروپا رساند، اما در هر دو فینال به نایب قهرمانی رسید.
کوپر با تیم ملی مصر به جام جهانی ۲۰۱۸ راه پیدا کرد تا مصر پس از ۲۷ سال در جام جهانی حضور داشته باشد.
او که سابقه هدایت اینتر را نیز دارد، پس از برکناری از هدایت ازبکستان، مربی کنگو شد اما ۹ ژوئن ۲۰۲۲ با دریافت نامه ای از وزیر ورزش کنگو اخراج شد. رسانه ها ادعا می کنند که برکناری او با حکم مستقیم رئیس جمهور این کشور بوده است. در نامه برکناری قید شده که او نتوانست اهداف تعیین شده در قرارداد را برآورده کند.
کنگو در پلی آف صعود به جام جهانی برابر مراکش شکست خورد و دوران کوپر پس از دو شکست متوالی اخیر برابر گابن و سودان در مقدماتی جام ملت های آفریقا به اتمام رسید.

## افتخارات مربیگری
اتلتیکو هوراکان
- دسته برتر آرژانتین: نایب قهرمانی: ۹۴–۱۹۹۳

 لانوس
- کوپا کونمبول: ۱۹۹۶

 رئال مایورکا
- سوپر جام اسپانیا: ۱۹۹۸
- جام برندگان جام اروپا نایب قهرمانی: ۹۹–۱۹۹۸
- کوپا دل ری نایب قهرمانی: ۹۸–۱۹۹۷

 والنسیا
- سوپر جام اسپانیا: ۱۹۹۹
- لیگ قهرمانان اروپا نایب قهرمانی: ۲۰۰۰–۱۹۹۹، ۰۱–۲۰۰۰

 اینتر میلان
- سری آ نایب قهرمانی: ۰۳–۲۰۰۲

 آریس سالونیک
- جام حذفی یونان نایب قهرمانی: ۱۰–۲۰۰۹

 تیم ملی مصر
- جام ملت‌های آفریقا نایب قهرمانی: ۲۰۱۷

فردی
- مربی سال لا لیگا: ۱۹۹۹
- مربی سال باشگاهی یوفا: ۲۰۰۰